# Piotr Kislov
Pour les articles homonymes, voir Kislov.
Piotr Borissovitch Kislov (en russe : Пётр Борисович Кислов) est un acteur soviétique puis russe d'origine oudmourte, né le 2 juin 1982.

## Filmographie
- 2007 : 1612 : Andreï
- 2008 : Set
- 2008 : Sinie nochi
- 2008 : Lyubov.ru